# Embolic a l'Havana
Embolic a l'Havana  (títol original: Company Man) és una pel·lícula estatunidenco-  franco-britànica dirigida per Peter Askin i Douglas McGrath, estrenada el 2000. Ha estat doblada al català.

## Argument
En plena guerra freda, després de fer-se passar per un agent de la C.I.A., un modest professor veu la seva mentida quan es troba encarregat per l'agència d'una missió a la Cuba de Fidel Castro.

## Repartiment
- Douglas McGrath: Alan Quimp
- Sigourney Weaver: Daisy Quimp
- John Turturro: Crocker Johnson
- Anthony LaPaglia: Fidel Castro
- Heather Matarazzo: Nora
- Ryan Phillippe: Rudolph Petrov
- Alan Cumming: el General Batista
- Denis Leary: Oficial Fry
- Woody Allen: Lowther
- Jeffrey Jones: Senador Biggs
- Paul Guilfoyle: Hickle

## Rebuda
- "Irreverent i enginyosa comèdia que satiritza els secrets de la CIA (...) Val la pena."[3]

- Company Man ha trobat en la seva estrena un autèntic fracàs crític, recollint un percentatge del 14 % a Rotten Tomatoes,[4] basat en 63 comentaris i una nota mitjana de 3.4⁄10 i una mitjana de 18⁄100 al lloc Metacritic,[5]basat en 21 comentaris, però igualment un fracàs comercial, ja que el film només ha ingressat 622.273 dòlars de recaptacions mundials, per a un pressupost estimat de 16 milions.